# Shamaï Haber
Shamai Haber est un sculpteur polonais né à Łódź le 15 février 1922 et mort à Paris le 24 août 1995, où il a vécu et principalement travaillé. Il est reconnu pour ses sculptures et compositions monumentales et paysagères.

## Biographie
Shamai Haber nait le 15 février 1922 à Lodz, en Pologne, puis il est élevé au Luxembourg de 1926 à 1935. Il part en Palestine à l’âge de 13 ans. Shamaï Haber arrive en France en 1949 et passe le reste de sa vie à Paris.
Shamaï Haber est un artiste qui œuvrait à Paris, en France et à l’étranger de 1949 jusqu’en 1995. Il est connu pour ses sculptures et compositions monumentales et paysagères. Ses sculptures sont réalisées en différents matériaux bruts : granit, ardoise et acier.
Tout au long de son parcours, il a réalisé des œuvres graphiques dont des dessins figuratifs puis abstraits. Il a débuté la sculpture avec des œuvres figuratives et abstraites en terre glaise, en granit, en ardoise, en acier et en inox. Il a créé des environnements sculpturaux et paysagers tant en France qu’à l’étranger. Il reçoit le prix Bourdelle en 1959.
Son travail a eu également une visée humaniste, notamment par la création des portes de Berlin en juin 1989 afin de faire tomber le mur et la mosaïque des pierres de la Paix en 1991, destinée à tous les pays d’Europe et qui est en voie de se réaliser au Monténégro : « En gage de fraternité, tous les pays d’Europe font don d’une pierre de leur sol. Chaque pierre apportera un message de paix. Les 12 pierres réunies seront placées sur un damier qui formera une place publique dans les capitales européennes. »
Shamaï Haber est mort à Paris en 1995 et a été enterré au cimetière du Montparnasse avec son épouse.

## Principales interventions
Au titre du 1 %, Shamaï Haber a réalisé plusieurs environnements paysagers caractéristiques de son œuvre.
En 1970, la Faculté des Sciences de Reims a accueilli l'installation de 35 blocs de pierres.
Pour la maison des Sciences de l'Homme, en 1973, le sculpteur érige des monolithes et pierres en granit, à l'emplacement de l'ancienne prison militaire du Cherche-Midi. À ce jour, ces "menhirs" sont un point de vue touristiques du quartier et font écho à l'installation réalisée à Gruissan (Aude) .
La Fontaine monumentale, Le Creuset du Temps place de Catalogne à Paris construite de 1987 à 1988, a marqué les résidents du quartier. Dans un projet de rénovation urbain et au bout de deux ans de travaux, la fontaine est remplacée en 2024 par une forêt urbaine. À cet emplacement, la Mairie de Paris en accord avec l'ayant-droit du sculpteur, nomme Allée Shamaï Haber l'allée nouvellement créée sur la place.

## Œuvres

### Œuvres dans les musées
- Pays-Bas : Stedelijk Museum à Amsterdam et Kroller-Muller Museum à Otterlo

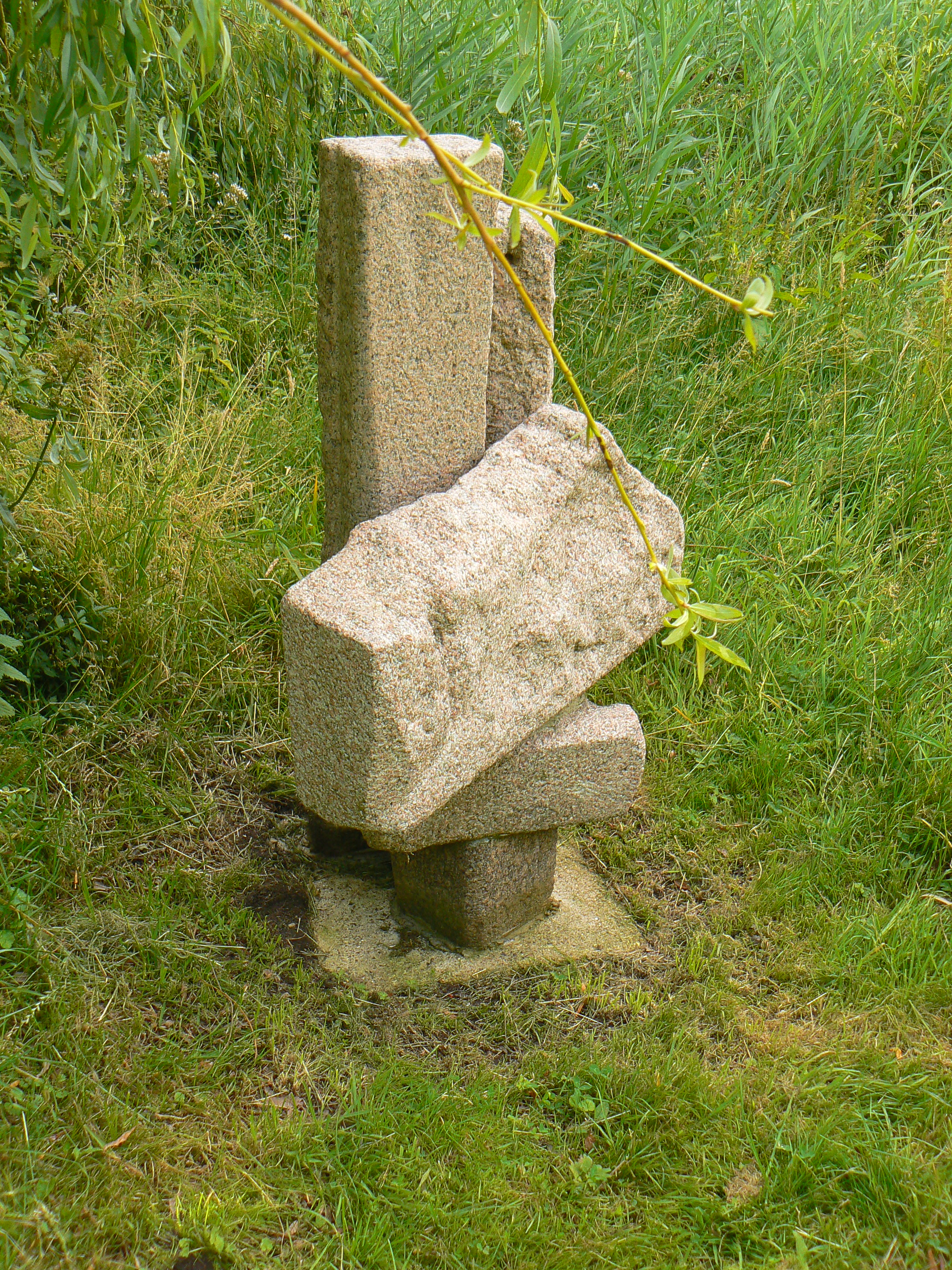
Sculpture, 1959.

- Autriche : Museum des XX Jahrhunderts à Vienne
- Japon : Musée Sogetsu à Tokyo et Open Air Musée à Hakone
- France : Musée d’Art Moderne à Paris
- Israël : Musée d'Israël à Jérusalem, 1965 avec Yitzhak Danziger

### Œuvres dans l'espace public
- 1960-1962 : Monument en granit en Israël dans le désert du Negev, devant le réacteur atomique conçu par Philip Johnson
- 1964 : Cascade en ardoise dans le Vondelpark à Amsterdam
- 1969-1973 : Au titre du 1 %, de multiples (24) environnements sculpturaux pour le Ministère de l’Éducation Nationale (Bures-Orsay, Meaux, Reims[10], Gruissan [11],…)
- 1973 : Environnement sculptural monumental en granit, devant la maison des Sciences de l’Homme, Boulevard Raspail à Paris
- 1987-1988 : Fontaine monumentale, « Le Creuset du Temps » place de Catalogne à Paris
- 1990 : Environnement paysager, carrefour de la Plaine de France à Villepinte
- 1991 : Projet « les Pierres de la Paix »[12]. Pose du premier bloc à Cetinje au Monténégro

## Expositions et récompenses

### Salons et Expositions de groupe
- 1947 : « Peintres et Sculpteurs israëliens », à Tel Aviv
- 1952 à 1960 : Salon d’automne à Paris, Salon de la Jeune Sculpture à Paris, Salon des 15 groupes au Musée d’Art Moderne à Paris, Salon des Réalités Nouvelles à Paris, Musée d’Art Moderne, « Artistes Étrangers en France » au Petit Palais à Paris, « quinze sculpteurs » Galerie Verneuil à Paris, « hommage à Brancusi » à Paris
- 1952 à 1960 : Galerie Denise René, Claude Bernard, Bellechasse, Galerie Arnaud à Paris, Galerie Colette Allendy à Paris, Galerie Czwiklitzer à Cologne, Biennale d’Yverdon, Biennale de Middelheim

### Expositions particulières et prix
- 1956 : Galerie de Beaune à Paris
- 1958 : Galerie Espace à Amsterdam
- 1959 : Lauréat du prix Bourdelle[13]. Jury : Henry Moore, Arp, Lipschitz, Zadkine, Giacometti[Lequel ?], Antoine Pevsner
- 1960 : Stedelijk Museum à Amsterdam[14]